# すてきな片想い (映画)
『すてきな片想い』（すてきなかたおもい、原題：Sixteen Candles）は、1984年のアメリカ映画。

## あらすじ
高校2年生のサマンサ・ベイカー（愛称サム）は16歳の誕生日を迎えたが、気分は憂鬱だった。翌日に姉のジニーの結婚式を控えており、家族全員に誕生日を忘れられていたのだ。また、サムは人気者の上級生ジェイク・ライアンに夢中だった。サムは学校で、友人のランディにこっそり渡そうと記入したセックスクイズが彼女には届いていなかったことに気づいた。二人に気づかれずにそのクイズを拾ったのはジェイクだった。クイズは無記名だったが、自分はバージンで、ジェイクのためにとっておいているなどのセンシティブな内容が書いてあったため、サムは少し動揺していた。
体育の授業中、ジェイクはガールフレンドのキャロラインとうまくいっていないと感じ始めていることを友人のロックに打ち明ける。また、サムに好意を持たれていることを悪く思っていないことも打ち明ける。
一方で、社交的で変わり者の1年生のギーク（テッド）はサムに恋をしていた。家に向かうバスの中、テッドはサムに迫ろうとするが、拒まれ嘲りを受けただけだった。
自宅で、サムは新しい問題を抱えていた。結婚式の間、4人の祖父母が全員家に泊まることになっていたのだ。それに加え、祖父母は風変りな中国人留学生のロン・ドク・ドン連れてきていた。祖父は、サムにロンを高校のダンスパーティーに連れて行かせるが、ロンはたった5分でほどで高身長でグラマーなマーリンというガールフレンドをつくってしまう。
1年生がジムをうろついていたとき、テッドの友人であるブライスとクリフは、テッドが再びサムに迫るが断られ、混乱したサムが走っていくところを目撃する。再度拒絶されたことにも懲りず、テッドはサムをものにできるかどうか友人が申し出た賭けを受け入れる。証拠として友人はテッドにサムのパンツを持ってくるように要求する。ジェイクとキャロラインがスローダンスをする間、ジェイクはテッドとサムのやり取りを目撃する。その後ジェイクはサムについて知っていることをとテッドにたずねる。上級生に話しかけられたことに動揺して、テッドはダンスパーティーのあとにサムを家に連れて帰りたいことを勇気を持って打ち明ける。
一人になれる場所を探して、サムは学校の自動車修理教室見つける。テッドはまだ混乱しているサムを見つける。サムは家族に誕生日を忘れられ、どれほどがっかりしているか、そして、ジェイクへの愛を打ち明けた。サムの話を聞いて、テッドはダンスの時にジェイクにサムについて尋ねられたことを話し、サムがジェイクに話しかけることに2人は賛成した。サムが離れるとき、テッドは友人と賭けをしたことを明かし、サムはパンツを貸すことを承諾する。
テッドとクリフとブレイスが男子トイレでサムのパンツを見せびらかす即興ののぞき見ショーをした後、三人はジェイクの家でアフターパーティーに向かった。ピラミッド状に積まれていたビール缶にぶつかってひっくり返してしまうと、3人はすぐに自分たちが場違いなことに気づく。ジェイクはキャロラインの泥酔ぶりと彼女とその友人に家をめちゃくちゃにされたことにうんざりして、1人で寝室に籠ってしまう。そして学校の卒業アルバムでサムの写真を見つけ、自宅の電話番号を見つけ出す。ジェイクはサムに電話するが、電話に出た彼女の祖父母に口ごもっただけだった。
真夜中、ジェイクは散らかった両親の家の状況を見て取る。掃除の途中、ジェイクはテッドがテーブルの下にいるのを見つけ、話しかける。ジェイクはサムについてもっと話すように頼み、テッドは状況を説明する。ジェイクはテッドとサムにパンツを返すなら、酔いつぶれたキャロラインをジェイクの父のロールスロイスで家に送り届けさせてやると取引をする。テッドはブレイスとクリフの家に立ち寄り、酔っぱらったプロムクイーンのキャロラインとの写真を撮らせた。
次の日の朝、ジェイクはサムの家へ行くが、二日酔いのロンにサムは教会で結婚式を挙げていると誤った情報を伝えられただけだった。ジェイクは教会の駐車場でキャロラインとテッドが父の所有する一流車のロールスロイスの後部座席でいちゃついているのを発見する。これをきっかけに、ジェイクとキャロラインは別れて友人に戻ることにお互い納得した。ジェイクはそれから教会に向かい、ちょうど姉の結婚式を終えたサムと会う。
サムとジェイクは16本のローソクがのったバースデーケーキをはさんでキスをするところで映画は終わる。ジェイクはサムに願い事をするように言うが、サムは願いはもうすでに叶ったと言った。

## キャスト
※括弧内は日本語吹替（Blu-ray Discにのみ収録）
- サマンサ - モリー・リングウォルド（小林さやか）： 高校二年生。
- ギーク - アンソニー・マイケル・ホール（青木強）
- ジム - ポール・ドゥーリイ（加藤亮夫）： サマンサの父
- ブレンダ - カーリン・グリン（堀越真己）： サマンサの母
- ジェイク - マイケル・シューフリング： サマンサの想い人
- キャロライン - ハヴィランド・モリス： サマンサの恋敵
- マイク - ジャスティン・ヘンリー： サマンサの弟
- ジニー - ブランチ・ベイカー（米丸歩）： サマンサの姉
- ロン（英語版） - ゲディ・ワタナベ： 中国人留学生
- ハワード - エドワード・アンドリュース： サマンサの祖父
- ドロシー - ビリー・バード： サマンサの祖母
- ヘレン - キャロル・クック
- フレッド - マックス・ショウォルター
- ランディ - リアーヌ・カーティス
- ブライス - ジョン・キューザック
- クリフ - ダレン・ハリス
- ランバージャック - デボラ・ポラック
- ギーク・ガール - ジョーン・キューザック

## スタッフ
- 監督・脚本：ジョン・ヒューズ
- 撮影：ボビー・バーン
- 製作総指揮：ネッド・タネン
- 製作：ヒルトン・A・グリーン
- 美術：ジョン・W・コルソ
- 音楽：アイラ・ニューボーン

## 制作
ジョン・ヒューズは代理人に若い役者たちの顔写真を求め、その中で彼が受け取ったのがモリー・リングウォルドとアリー・シーディだった。シーディはサム役のオーディションを受けたが、ヒューズがリングウォルドのほうが役に合っていると考えたため不合格だった。しかしヒューズは1年後に『ブレックファスト・クラブ』で彼女に役を与えた。リングウォルドの容姿に気持ちを掻き立てられ、ヒューズは机の上にリングウォルドの写真を掲げ、主役のために彼女を心にとめて、たった1週間で映画を書いた。映画の主演男優はシューフリングかヴィゴ・モーテンセンになることになった。テッドの役に、ヒューズは多くの役者を見たが、「その役のセリフの試読をしに入ってきたどの若者も、ステレオタイプな高校のオタクをそっくり演じた。知っている通り、厚い眼鏡、ポケットの中のボールペン、白い靴下。しかしマイケルが入ってきてまっすぐに演じた時、本物の人間のようだった。その瞬間、私が探していたオタクを見つけたと知った」。
『すてきな片思い』は主としてシカゴのノースショアーにあるエバンストン、スコーキー、そしてハイランドパークで1983年の夏の間に撮影され、その当時リングウォルドとホールは15歳だった。ほとんどの野外のシーンといくつかの屋内のシーンは、ホールがロールスロイスを運転する舞台となる繁華街スコーキ―の近くにあるナイルズ北高校で撮影された。カフェテリアとジムのシーンはナイルズ北高校で撮影された。自動車修理教室のシーンはナイルズ東高校の自動車修理教室で撮影された。ベイカー家はエバンストンのペインストリート3022に位置している。教会（グレンコーユニオン教会-パーク・アヴェニュー263番)と最後のシーンが撮影された屋外駐車場はグレンコーである。

## 評価

### 興行収入
この映画の公開初週にアメリカ合衆国とカナダの1240の映画館で興行収入446万1520ドル、ランキングで2位を記録した。公開終了までには650万ドルの予算に反して興行収入2368万8027ドルを記録した。

### 批評
批評家Critics 批評集積サイトRotten Tomatoesは、36の批評に基づきの86%の肯定的な批評(平均10点中7点)を記録した。このウェブサイトの総合的意見は、「その時代を特徴づけた10代の卑わいなコメディよりも著しく成熟している。『すてきな片思い』は深い同情と、その登場人物と彼らの不安とに対する敬意でいっぱいである。」というものだった。リングウォルドの演技は特に称賛され、雑誌『バラエティ』は、リングウォルドは人をひきつけ、説得力がある」と称し、ロジャー・イーバートは「リングウォルドは物語に最適な中心的存在を演じた」と書いた。

### 批判
ロンの配役は「面白くない」、「無礼になりうるアジア人のステレオタイプ」であると批評された。2008年にNPRのアリソン・マックアダムは「彼はこれまでハリウッドがアメリカに伝えていた最も攻撃的なアジア人のステレオタイプを代表すると感じる観客もいる」と評価した 。アジア系アメリカ人は彼の誇張した英語のセリフを引き合いに出されることを批判した。映画が公開された当時、ロジャー・イーバートは、ゲディ・ワタナベは「彼の役を、潜在的にある攻撃的なステレオタイプから機知のあるコメディーへ高める」と書き、彼を支持した。
Salon.comで出版された記事で、エミー・ベンファーこの映画はデートレイプを直接的に許しているのかどうか考えている。ダンスパーティーのシーンの後で、ジェイクはテッドにガールフレンドであるキャロラインは「今まさに寝室にいる。俺が望むなら彼女を10通りに犯せる」と言う。ジェイクは、「相当酔っぱらっているから違いは分からない」とテッドにキャロラインを家に送らせる気にさせる。キャロラインとテッドが車で目覚めたとき、キャロラインはお互いに覚えていないとしても間違いなく性交したと言う。エミー「ベンファーはこのシーンで当時の人々がデートレイプに無感覚だと分かる。みだらな10代のコメディーでさえ、最近は2人の思いやりのある男性が酔っぱらった女性を襲おうとたくらんでいるところを見ないだろう」と書いている。
著述家のアンソニー・C・ブリーチは、この映画でのキャロラインの心理的、身体的な崩壊の1つの可能性は、「彼女がクラスでの階級的な立ち位置をありがたいと思わない」（あるいは無分別である）からかもしれないと主張した。加えて、「映画の中でキャロラインに起こったことは、彼女の泥酔ぶり、戦利品のように交換されること、性的な強要の可能性であろうと、ジェイクを手に入れ、彼のガールフレンドになりたいというサムの望みと、上流階級を傷付けようとする映画の製作側の望みの両方の投影かもしれない」と主張した。

### 受賞
1984年の12月、モリー・リングウォルドとアンソニー・マイケル・ホールはヤング・アーティスト賞でそれぞれ最優秀女優賞と最優秀男優を受賞した。二人は同じ映画で最優秀主演女優賞と最優秀主演男優賞を受賞したヤングアーティスト賞史上で最初で唯一の未成年の役者だった。（2014年の時点までその功績を保持している）。2008年の7月に映画は『エンターテインメント・ウィークリー』の「ハイスクール映画ベスト50」というランキングで49位を記録した。

## サウンドトラック
| #  | タイトル              | 作詞 | 作曲・編曲 | アーティスト                      | 時間 |
| -- | --------------------- | ---- | ---------- | --------------------------------- | ---- |
| 1. | 「16 Candles」        |      |            | ストレイキャッツ                  | 2:52 |
| 2. | 「Hang Up the Phone」 |      |            | アニー・ゴールデン                | 2:59 |
| 3. | 「Geek Boogie」       |      |            | アイラ・ニューボーン&ザ・ギークス | 2:48 |

| #  | タイトル             | 作詞 | 作曲・編曲 | アーティスト         | 時間 |
| -- | -------------------- | ---- | ---------- | -------------------- | ---- |
| 1. | 「Gloria」           |      |            | パティ・スミス       | 5:54 |
| 2. | 「If You Were Here」 |      |            | トンプソン・ツインズ | 2:55 |

オリジナルサウンドトラックは特別価格のミニアルバムとして発売され、5曲しか入っていなかった。しかしながら、この映画では実際には30曲以上が使われている。サウンドトラックに収録されなかった曲には以下のようなものがある。
- "Snowballed" – AC/DC
- "Today I Met the Boy I'm Gonna Marry" – ダーレン・ラヴ
- "Love of the Common People" – ポール・ヤング
- "Kajagoogoo" (Main Title Song) – カジャグーグー
- "Happy Birthday" – オルタード・イメージズ
- "Kazooed on Klassics" – テンプル・シティ・カズー・オーケストラ
- "Dragnet" – レイ・アンソニーとオーケストラ
- "Rumours in the Air" – ナイト・レンジャー
- "Peter Gunn" – レイ・アンソニーとオーケストラ
- "True" – スパンダー・バレエ
- "Wild Sex (In the Working Class)" – オインゴ・ボインゴ
- "Little Bitch" – スペシャルズ
- "Growing Pains" – ティム・フィン
- "When It Started to Begin" – ニック・ヘイワード
- "Lenny" – スティーヴ・レイ・ヴォーン
- "Whistle Down the Wind" – ニック・ヘイワード
- "Ring Me Up" – ディヴィニルズ
- "Love Theme from The Godfather" – カルロ・サヴィナ(指揮者)
- "Turning Japanese" – ヴェイパーズ
- "Rev-Up" – レヴィロズ
- "Farmer John" – プレミアズ
- "Theme from New York, New York" – フランク・シナトラ
- "Young Guns" – ワム!
- "Rebel Yell" – ビリー・アイドル
- "『ローエングリン』より婚礼の合唱" – バイエルン国立歌劇場
- "ヤング・アメリカンズ" – デヴィッド・ボウイ
- "Tenderness" – ジェネラル・パブリック